# Åke Hedberg
Bernt Åke Hedberg, född 14 december 1929 i Vansbro, död 7 april 1971 i Västerås, var en svensk tyngdlyftare. Han tävlade för Kristinehamns ABK.
Hedberg tävlade för Sverige vid olympiska sommarspelen 1952 i Helsingfors, där han slutade på 6:e plats i mellanvikt och blev därmed europamästare. 
Han blev svensk mästare i 75-kilosklassen 1951 och 1953.
Blev nordisk mästare i mellanvikt 1953.
Åke Hedberg är begravd på Storfors kyrkogård.